# Ajajú
Ajajú je rijeka u Kolumbiji. Sutokom s rijekom Tunia tvori rijeku Apaporís. Pripada porječju rijeke Amazone.